# 외야의 천사들 (1951년 영화)
《외야의 천사들》(Angels In The Outfield)은 미국에서 제작된 클라렌스 브라운 감독의 1951년 코미디, 가족, 판타지 영화이다. 폴 더글러스 등이 주연으로 출연하였고 클라렌스 브라운 등이 제작에 참여하였다.

## 출연

### 주연
- 폴 더글러스
- 자넷 리

### 조연
- 키넌 윈
- 도나 코코란
- 루이스 스톤
- 스프링 바잉톤
- 브루스 베네트
- 마빈 캐플란
- 엘렌 코비
- 제프 리처즈
- 존 갤로뎃
- 킹 도노반
- 돈 헤거티
- 폴 살라타
- 프레드 그레이엄
- 존 맥키
- 바바라 빌링슬리
- 존 버거
- 존 버틀러
- 해리 코디
- 제임스 코너티
- 빙 크로스비
- 프레드 다티그 주니어
- 조 디매기오
- 로렌스 돕킨
- 존 엘드레지
- 팻 플라허티
- 더글러스 포리
- 리처드 헤일
- 샘 해리스
- 해리 헤이든
- 빌 히크맨
- 톰 아이리쉬
- 토르 존슨
- 휴비 컨즈
- 랄프 카이너
- 조지 매그릴
- 행크 만
- 빌리 밀러
- 랠프 몽고메리
- 비버리 무크
- 주디 뉴겐트
- 터도 오웬
- 에디 팍스
- 댄 리스
- 해리 루비
- 프레드 샌틀리
- 찰스 셔록
- 딕 시몬스
- J. 루이스 스미스
- 빌 워커
- 블루 워싱턴
- 빌리 웨인
- 제임스 휘트모어

## 기타
- 세트: 휴 헌트
- 세트: 에드윈 B. 윌리스

## 같이 보기
- 외야의 천사들 (1994년 영화)